# ملاحة لاسلكية
الملاحة اللاسلكية أو الملاحة الراديوية هي تطبيق الترددات الراديوية لتحديد موقع جسم ما على الأرض، إما المركبة البحرية أو عائق. مثل تحديد المواقع بأمواج الراديو [الإنجليزية]، فهو نوع من التحديد بأمواج الراديو.
المبادئ الأساسية هي القياسات من وإلى المنارات الراديوية [الإنجليزية]، خاصةً:
- الاتجاهات الزاوية، على سبيل المثال عن طريق السمت أو الأطوار الراديوية أو قياس التداخل،
- المسافات، على سبيل المثال قياس المدى بقياس زمن التحليق [الإنجليزية] بين جهاز مُرسِل واحد ومستقبلات متعددة أو العكس،
- فروق المسافات بقياس أوقات وصول الإشارات من مُرسِل واحد إلى مستقبلات متعددة أو العكس
- السرعة أيضًا جزئيًا، على سبيل المثال عن طريق انزياح دوبلر الراديوي.[بحاجة لمصدر]

تعتبر جمع مبادئ القياس هذه مهمة أيضًا - على سبيل المثال، تقيس العديد من الرادارات مدى الهدف وسَمْتِه.[بحاجة لمصدر]